# 尼基塔·纳戈尔内
尼基塔·弗拉基米罗维奇·纳戈尔内（俄语：Никита Владимирович Нагорный，1997年2月12日—）生于罗斯托夫州顿河畔罗斯托夫，是一名俄罗斯男子竞技体操运动员。

## 生平
纳戈尔内在6岁时受祖母影响开始练习体操，曾代表俄罗斯参加2014年夏季青奥。2015年首度代表俄罗斯参加成人赛事，他所参加的首个成人大赛是2015年欧洲锦标赛。2016年里约奥运，他联同队友获得男子团体银牌，奥运结束后获得“为祖国立功”勋章。
2020年夏季奥林匹克运动会於日本東京舉行，纳戈尔内與丹尼斯·阿布利亞津、達維德·別利亞夫斯基、阿尔图尔·达拉洛扬共同獲得男子團體全能金牌。个人全能、單槓項目纳戈尔内獲得銅牌。